# Дом повешенной на Больничном Спуске
«Дом повешенной на Больничном Спуске» (яп. 病院坂の首縊りの家, бёиндзака-но кубикукури-но иэ; англ. The House of Hanging) — детективный фильм режиссёра Кона Итикавы по роману Сэйси Ёкомидзо, вышедший на экраны в 1979 году. Пятый, заключительный фильм пенталогии Кона Итикавы о частном детективе Коскэ Киндаити. Предыдущие четыре фильма этого детективного цикла: 1) «Клан Инугами» (1976); 2) «Дьявольская считалочка» (1977); 3) «Остров Гокумон» (1977); 4) «Пчелиная матка» (1978).

## Сюжет
1951 год. После каждого дела, расследованного частным сыщиком Коскэ Киндаити, ему необходим отдых. На этот раз он решил отправиться в Америку, но для этого путешествия у него нет паспорта. Киндаити едет в родные края, чтоб сделать себе документы. Приехав в город Ёсино, он навещает старого друга-романиста (в этой роли на экране выступил сам Сэйси Ёкомидзо, автор романов серии о Коскэ Киндаити), который ему подсказывает, где в городе можно сделать фото на паспорт.
Старый фотограф Токубэй Хондзё, хозяин фотоателье, в которое он обратился, говорит ему о том, что на него недавно было совершено покушение и просит расследовать это дело. А после ухода Коскэ в ателье зашла красивая молодая девушка и заказала свадебное фото. Только вот место, куда нужно идти, она не назвала, а сказала, что пришлёт провожатого. Пришедший отвёл фотографа Наокити и его помощника Мокутаро в пустующий дом с плохой репутацией (в этом доме в 1946 году повесилась женщина). Фотограф делает фото, хотя всё ему кажется странным и подозрительным, невеста какая-то полуживая, может быть обколота чем-то?
На следующий день фотограф получает ещё один заказ из этого таинственного дома. Пойдя туда, опять же прихватив с собой помощника, они находят в доме отрезанную голову, висящую на верёвке от колокольчика. Это была голова того самого жениха, которого они вчера фотографировали. Сбегав за частным детективом Коско Киндаити, они возвращаются в этот таинственный дом, где обнаруживают на месте преступления неизвестного, который при их появлении пытается скрыться. Тем не менее, им удаётся нагнать и задержать его. Задержанным оказался участник гастролирующей группы музыкантов «The Angry Pirates» («Злые пираты») Ёсидзава.
Из полицейского управления префектуры приезжает и приступает к расследованию этого таинственного случая инспектор Тодороки и его помощник детектив Бандо. Им с первого взгляда на это дело всё кажется ясным, они уже видят убийцу в лице задержанного Ёсидзавы, но у частного сыщика Киндаити своя точка зрения. На верёвке с отрезанной головой была прикреплена бумажка со стихами-танка, написанными Тэцумой Хогэн, основателем больницы «Хогэн-Бёин», — ему же и принадлежал когда-то заброшенный дом, в котором при столь странных обстоятельствах обнаружена отрезанная голова. Как было установлено, голова принадлежала Тосио Ямаути, незаконнорождённому сыну Тэцумы Хогэна и Фуюко Ямаути (той самой женщины, что повесилась в этом доме). А девушка, являвшаяся заказать свадебное фото по показаниям многих, была похожа на Юкари Хогэн, законную дочь Тэцумы Хогэна от брака с Яёи Игараси. Как оказалось, у неё была сестра, как две капли воды похожая на неё, Коюки Ямаути, — она же сестра убитого Тосио Ямаути, но девушки ранее не пересекались (Юкари даже не знала о существовании Коюко).
Тем временем убийства продолжаются… Был убит старый фотограф Токубэй Хондзё, тот, что нанял частного детектива Киндаити. Затем убили Ёсидзаву, — задержанного, которого за неимением улик пришлось отпустить. Киндаити уезжает в префектуру Иватэ, где ему нужно раздобыть сведения о тайне семейного клана Хогэн. После этой поездки в его голове уже сложилась картинка происшествия и есть ответы на все вопросы.
Убийства старого фотографа Токубэя Хондзё и Ёсидзавы совершила госпожа Яёи, так как они шантажировали её. Старый фотограф хранил на одном из негативов у себя в фотоателье тайну её жизни — рождение её незаконнорождённой дочери Фуюко Ямаути, повесившейся в доме на Больничном Спуске. Он пытался с помощью шантажа вытребовать с неё деньги, чтобы вложить в приходящий в упадок бизнес в фотоателье. А Ёсидзава узнал другую тайну госпожи Яёи, — о том, что её дочь Юкари убита, а воспользовавшись внешним сходством, её подменила Коюки (как в конце фильма выясняется, она ей была даже не сестрой, а племянницей, ибо Коюки дочь Фуюко Ямаути, которая была рождена госпожой Яёи). А Тосио Ямаути никто не убивал, он по неосторожности убил Юкари, дочь госпожи Яёи, в которую был влюблён, после чего совершил самоубийство, перерезав себе горло, Яёи лишь отрезала его голову уже с трупа и подвесила на верёвке в том доме. В заключительных кадрах фильма госпожа Яёи покончила с собой.

## В ролях
- Кодзи Исидзака — Коскэ Киндаити
- Ёсико Сакума — госпожа Яёи
- Дзюнко Сакурада — Юкори / Коюки
- Такако Ириэ — Тидзу
- Мики Сандзё — Мицуэ Танабэ, служанка / мать Сигэру Игараси
- Мидори Хагио — Фуюко Ямаути / незаконнорождённая дочь Яёи, мать Тосио и Коюки
- Тэрухико Аои — Тосио Ямаути
- Такэси Като — инспектор Тодороки
- Хидэдзи Отаки — Кано, полицейский в отставке
- Нобуто Окамото — детектив Бандо
- Сэйси Ёкомидзо — писатель
- Масао Кусакари — Мокутаро, ученик в фотоателье
- Эйтаро Одзава — Токубэй Хондзё, старый фотограф
- Кодзи Симидзу — Наокити, фотограф
- Акидзи Кобаяси — Санноскэ, слуга-рикша в доме Хогэн
- Питер — Хэйдзи Ёсидзава

## Премьеры
- — 26 мая 1979 года — национальная премьера фильма в Токио[1].
- — 21 сентября 1979 года — американская премьера в Нью-Йорке[1].